# Muzeum strašidel (Pelhřimov)
Muzeum strašidel je muzeum v Pelhřimově, které sídlí na Masarykově náměstí ve sklepě domu čp. 17. Muzeum je zřízeno městem Pelhřimov prostřednictvím příspěvkové organizace Kulturní zařízení města Pelhřimova. Muzeum bylo založeno v roce 2002.

## Expozice
Ve sbírkách muzea jsou vystaveny repliky nadpřirozených bytostí z oblasti Pelhřimovska. Exponáty jsou zpravidla připraveny v životní velikosti a odlity z vosku či jiných materiálů. Mezi vystavenými figurami jsou např. bludný kořen, bludičky, meluzína, kostlivec, hejkal a další. Součástí muzea jsou i informace o očitých svědectvích o zmíněných strašidlech a také informace o jejich chování. V expozici je možné odehrát dětskou poznávací hru a složit tak zkoušku ze "strašidlologie". Exponáty byly vytvořeny ve spolupráci se žáky ZUŠ Pelhřimov, SOU Pelhřimov a pracovníky města.